# Ketty La Rocca
Gaetana (Ketty) La Rocca (14 de julho de 1938 – 7 de fevereiro de 1976) foi uma artista italiana das décadas de 1960 e 1970. Ela foi uma das principais expoentes dos movimentos de body art e poesia visual.
La Rocca foi uma das figuras mais singulares e visionárias da arte italiana do século XX. Em uma carreira interrompida precocemente por uma doença fulminante, sua produção artística abrangeu e desafiou as linguagens da poesia visual, da performance, do vídeo, da fotografia e das artes gráficas, sempre marcada por uma pulsão experimental que a situou na vanguarda das práticas artísticas femininas da década de 1970.

## Vida e Obra
Nascida em La Spezia. em 1938, sob o signo de uma Itália que emergia dos escombros da guerra para adentrar os labirintos de uma modernidade inquieta. Ainda jovem, radicou-se em Florença, cidade que seria o seu palco de experimentações e o eco silencioso de suas interrogações. No coração desta paisagem renascentista, La Rocca erigiu uma obra que nada deve à tradição clássica, mas que dela extraiu o impulso vital para revolver as profundezas do gesto, da linguagem e da subjetividade.
Após a morte de seu pai, um oficial do exército que morreu em 1947, ele se mudou com sua mãe e irmã primeiro para Roma, depois para Livorno, Aulla e finalmente para Spoleto, onde obteve seu diploma de professora em 1956.
Assistente de consultório de radiologia, La Rocca mudou-se então para Florença, passo decisivo para sua vida pessoal e artística. Aqui ela se casou com Silvio Vasta, com quem teve um filho (Michelangelo), ganhou um concurso para lecionar em escolas primárias e entrou em contato com o Gruppo 70, a vanguarda artística florentina animada por Eugenio Miccini, Luciano Ori, Lamberto Pignotti, Lucia Marcucci, Sarenco fundadores da “poesia visual”.
Nesse clima cultural efervescente, as reflexões filosóficas e estéticas tendem a convergir para um núcleo bem definido: a linguagem, aquela linguagem que a mídia de massa, a publicidade e a tecnologia influenciaram profundamente. Este primeiro período (1964-65) é marcado por algumas colagens importantes, entre as quais podemos citar: Sana come il pane quotidiano e Vergine, que, através da justaposição hábil e provocativa de imagens e palavras, mostram e investigam a mercantilização do corpo feminino na sociedade de consumo.
- Na obra Vergine (1964), Ketty La Rocca evidencia, com acento crítico e precisão simbólica, a tensão entre o mito da pureza virginal e a crescente objetificação do corpo feminino, reduzido à condição de mercadoria a ser contemplada, desejada e consumida. A sacralidade ilusória da mulher — moldada por séculos de moral patriarcal — é ali desconstruída, confrontando o espectador com a violência implícita no ideal de castidade imposto como virtude.

- Em Sana come il pane quotidiano (1965), Ketty La Rocca tece, numa única tessitura simbólica, a crítica ao duplo aprisionamento da mulher: por um lado, confinada aos dogmas de uma cultura católica italiana que limita e domestica seu ser; por outro, exaltada em sua materialidade corporal, convertida em fetiche e alvo de um discurso consumista que tudo devora — inclusive os corpos que finge venerar. A obra, porém, transcende a crítica local para alcançar o campo do geopolítico: denuncia o domínio avassalador do Ocidente, cuja opulência contrasta violentamente com a precariedade extrema das mães do sudeste asiático, às quais resta apenas o gesto derradeiro de nutrir seus filhos com humildes tigelas de arroz — imagens da sobrevivência esculpidas na escassez. Assim, La Rocca conjuga o íntimo e o planetário, a carne e o símbolo, em uma súplica silenciosa que ressoa como uma elegia às vítimas do poder e do lucro.

O desejo de romper com o molde de luta contra o que é imposto e universalmente reconhecido tem raízes profundas no passado de Ketty La Rocca, nos primeiros dias de sua atividade artística no ¨Gruppo 70¨. O grupo, de fato, reunia um conjunto de artistas florentinos que no final dos anos 60 propôs obras inovadoras e rebeldes em vários campos: música contemporânea, pintura, escultura, poesia visual.
Entre os vetores temáticos que atravessam a obra de Ketty La Rocca com veemência, destacam-se a crítica à Guerra do Vietnã e a análise do papel da Igreja na configuração moral e política da sociedade ocidental. Tais inquietações emergem com intensidade particular em sua releitura do icônico ¨Bianco Napalm¨, de 1967 — obra que irrompe como um grito visual contra as estruturas do poder e a violência institucionalizada.
Não menos relevante é sua incursão no campo da dramaturgia com o singular texto teatral "La storia che commosse il mondo", publicado em 1970 nas páginas da revista ¨Tèchne¨, sob a curadoria de Eugenio Miccini. Nascido no seio das vanguardas verbo-visuais italianas, este texto propõe uma cena dominada pelos ruídos e silêncios da linguagem na era dos meios de comunicação de massa. Nele, La Rocca reencena questões centrais de sua poética: a invasão da publicidade na esfera doméstica, a mercantilização da vida cotidiana, a falência do discurso num mundo saturado de conexões, e a condição da mulher em meio a essas dinâmicas.
Particularmente tocante é a reflexão sobre o corpo feminino e sua exposição simbólica. Em diálogo com sua amiga e fotógrafa Verita Monselles, La Rocca reconhece que o caráter ornamental de sua produção — marcada por uma profusão de signos, símbolos e grafias — provém não de um gesto estético deliberado, mas da tessitura mesma de sua identidade:
“è la mia origine, è il mio retroterra culturale! Sono una donna […], così ho tutti questi orpelli che mi porto dietro”,
Nessa breve confissão, o adorno revela-se signo de resistência e de memória. A arte, para La Rocca, não se descola da vida; ao contrário, brota das dobras da experiência, da sensibilidade e da corporeidade feminina — transformando o gesto artístico em extensão da existência.
O tom confessional, com efeito, percorre quase que inteiramente sua obra. Neste sentido, podemos citar:
- Em Sono felice (1965), o título soa como uma confissão, mas ecoa como denúncia. A frase, tirada de seu contexto emocional, assume a frieza de um refrão domesticado, pronunciado pela mulher que, reduzida a engrenagem da vida cotidiana, é equiparada a utensílios — necessários, invisíveis, descartáveis. La Rocca converte a banalidade dessa felicidade obrigatória em provocação, questionando as normas que cerceiam a existência feminina ao papel de cuidadora muda de um mundo que a esquece.

- Em Le mie parole e tu? (1971), o gesto da artista aproxima-se do sagrado: as palavras manuscritas, repetidas em torno da silhueta de uma mão, tentam tocar o outro através da fragilidade do idioma. É o corpo que fala, que escreve, que pergunta. "E tu?" — a interrogação final permanece suspensa no ar como uma oferenda e um desafio. Aqui, o gesto precede a fala, e o corpo inscreve no espaço a urgência de ser compreendido para além das linguagens instituídas.

- Na série Craniologie (1973-1974), La Rocca abandona a superfície do papel para adentrar o território da carne e do osso. As radiografias de seu crânio — capturadas durante o avanço de um tumor cerebral — tornam-se suportes visuais de uma súplica silenciosa. Sobre esse vestígio de morte iminente, ela inscreve, repetidamente, a palavra "tu". A insistência obsessiva do pronome é invocação e resistência, prece e desafio. Em sobreposição, sua mão aberta se projeta como gesto desesperado de contenção do destino, de comunicação última entre o vivo e o que se ausenta.

- Em Appendice per una supplica (1969), obra seminal no contexto da Bienal de Veneza, as mãos filmadas tentam agarrar o vazio. Elas tocam o invisível e nos falam da solidão primordial do ser em meio ao ruído da comunicação de massa. A súplica aqui não é apenas pessoal, mas ontológica: é o grito mudo da subjetividade diante de uma linguagem que, colonizada pela propaganda e pelo capital, já não consegue mais dizer o essencial.

Desde os seus primeiros passos no território da criação, Ketty La Rocca revela um agudo comprometimento com as feridas abertas de seu tempo — uma consciência estética entrelaçada à ética, que recusa o silêncio diante da barbárie. Seu olhar não se limita ao íntimo, mas se estende ao plano do coletivo, interrogando com veemência as estruturas de poder e os abismos sociais que atravessam a modernidade tardia.
Um dos campos centrais de sua investigação inaugural é, pois, o da responsabilidade política e moral frente às crises de sua contemporaneidade: a devastação provocada pela Guerra do Vietnã, a miséria endêmica em vastas regiões do globo — miséria esta agravada pela crescente pulsão imperialista do Ocidente, empenhado em exportar não apenas sua economia, mas também seu domínio simbólico.
É nesse contexto que surge a já citada obra Bianco Napalm (1967), colagem de potência sísmica, em que a artista funde dois signos em aparência inconciliáveis: o branco, cor tradicionalmente associada à paz, à inocência e à transcendência espiritual, e o napalm, arma incendiária utilizada com brutal eficácia pelos exércitos norte-americanos no Sudeste Asiático.
A escolha cromática não é fortuita nesta obra. É denúncia e provocação. La Rocca convoca o branco não para preservar sua pureza, mas para subvertê-la: ele se torna aqui a superfície cínica que encobre a violência, o véu litúrgico que silencia a ignomínia. Assim, a obra atinge também a instituição da Igreja Católica, cuja omissão frente à carnificina asiática a artista aponta com clareza crítica — um silêncio que se assemelha à cumplicidade, uma paz que pesa como culpa.
Neste gesto plástico e político, a artista funde o ético e o estético em um mesmo ato de insurgência visual. Bianco Napalm não é apenas uma imagem: é um corte na epiderme do mundo, uma chama clara que arde como a lembrança dos que não puderam falar por si.
Após o tumulto de 1968, o Gruppo 70 dispersa-se como poeira ao vento, encerrando uma fase coletiva para dar lugar ao recolhimento solitário da criação. Ketty La Rocca, embora permaneça fiel à tessitura temática que sempre a moveu — o corpo, a linguagem, a condição feminina —, envereda por uma via cada vez mais singular, onde o signo escrito se torna matéria sensível, e o significante, despido de significado estável, ganha relevo como vestígio de presença, de sopro, de sopro que resiste.
Neste novo estágio de sua poética, as mãos emergem como epifania silenciosa. Não apenas instrumentos, mas arcádias do gesto primordial: com as mãos, afaga-se, repele-se, comunica-se — quando a voz se cala, a carne fala. Os dedos tornam-se caligrafias do não dito, substituindo a linguagem falada e escrita por um idioma ancestral, imediato, visceral.
A chave interpretativa de sua última fase repousa ali: nas mãos. As mãos — desdobramentos do pensamento e da emoção. Dentro das craniografias que compõem a série final, elas despontam como súplica e como manifesto. São um apelo universal à travessia: um convite para ir além do visível, do codificável, do prescrito.
E é preciso frisar: não se trata de um gesto que clama por piedade. Não é o lamento de quem se curva à dor. La Rocca, confrontada com a iminência da morte, escolhe o gesto oposto ao retraimento: opta pela revelação. Revelar não a própria agonia, mas uma dimensão da experiência feminina tantas vezes silenciada — a dor como fronteira da linguagem, a dor como forma última de alteridade.
Assim, a artista, devastada por uma enfermidade implacável, transforma sua fragilidade em potência simbólica. Sabia do fim próximo, e mesmo assim — ou por isso mesmo — erigiu a dor em linguagem, inscrevendo-se na história da arte como corpo que fala mesmo na decomposição, como mulher que, à beira do abismo, ainda escreve com as mãos o seu último poema.
A derradeira etapa da jornada criativa de Ketty La Rocca foi marcada por uma intensidade quase órfica, um labor febril que ressoava tanto com a urgência do tempo quanto com a voracidade da lucidez. Duas cartas datadas de 1975 cristalizam esse momento último de sua travessia estética e existencial. Na primeira, enviada no verão à crítica norte-americana Lucy Lippard — em resposta a uma missiva recebida — La Rocca não apenas delineia as sendas fundamentais de sua obra, mas também envia livros e fotografias, como quem deposita em outro um relicário íntimo de sua memória criadora. A epístola encerra-se com um lamento sereno, mas intransigente:
 “Ancora, in Italia almeno, essere una donna e fare il mio lavoro è di una difficoltà incredibile”.
A resposta de Lippard chega entusiástica e solidária, reconhecendo na obra de La Rocca um fulgor singular: não o eco de uma tendência, mas o enraizamento profundo de um gesto que emerge da necessidade interior e da meditação constante. A crítica identifica em sua produção uma inscrição legítima na arte conceitual, enquanto reflete, com rara acuidade, sobre a condição das mulheres no circuito artístico: seriam elas, paradoxalmente, por força do isolamento a que são relegadas, as mais aptas a reinvestir a arte de significados autênticos, oriundos do eu e não da moda.
Na segunda carta — datada dos últimos meses de 1975 — La Rocca dirige-se a Maria Gloria Bicocchi, fundadora em Florença do pioneiro arquivo de vídeo Art Tape 22. Nela, vislumbra-se uma artista ainda em combustão, empenhada até os estertores em novos projetos e na disseminação de sua obra — como se quisesse, em um derradeiro ato, que sua voz ressoasse além do corpo, que o gesto sobrevivesse à carne.
Ketty La Rocca falece em 7 de fevereiro de 1976. No entanto, sua presença cresce como uma constelação que não se apaga: são múltiplas as publicações, as exposições nacionais e internacionais, os olhares que se voltam — enfim — para a singularidade de sua poética. Hoje, é celebrada com justiça como uma das mais fulgurantes e radicais artistas conceituais italianas do século XX — não apenas por aquilo que disse, mas por tudo aquilo que ousou dizer quando o mundo ainda hesitava em escutá-la.

## Paralelo com Outros Artistas
Comparar a obra de Ketty La Rocca com a de seus pares é como fazer dialogar espíritos que, embora dispersos no tempo e no espaço, partilham a mesma urgência em insurgir-se contra os limites da linguagem, da representação e da existência.
Enquanto Joseph Kosuth perscruta a essência do signo em One and Three Chairs, decompondo o objeto na tênue trama entre palavra, imagem e coisa, La Rocca, em sua caligrafia obsessiva do "tu", grava na matéria radiográfica da própria carne a precariedade do ser e o clamor pela comunicação impossível. Se Kosuth filosofa em abstração analítica, La Rocca encarna o conceito no estremecimento físico de sua mortalidade, ofertando não uma tese, mas uma súplica.
Ao lado de artistas como Gina Pane, cuja carne era ferida em rituais de dor e transcendência, La Rocca partilha a dimensão da corporeidade como campo de linguagem. Porém, enquanto Pane inscreve a violência sobre a epiderme, La Rocca inscreve o gesto nas cintilações gráficas da mão — essa que implora, que cria, que comunica quando a palavra se esgota. A dor de La Rocca é mais silenciosa, quase litúrgica: é a dor de quem busca, com mãos abertas, deter o tempo.
Francesca Woodman, a efêmera fotógrafa da dissolução do eu, dialoga com La Rocca no território da autofagia da imagem: ambas capturam o instante em que o corpo feminino se torna espectro de si mesmo, morada de ausências, espelho de um mundo que não sabe mais nomear a alma.
E ainda Marina Abramović, sacerdotisa da performance, encontra eco em La Rocca no impulso de romper a distância entre arte e vida. Contudo, onde Abramović encena o rito público da resistência, La Rocca murmura em linguagem privada, cifrada no balbucio das mãos e nas trêmulas radiografias do fim.
Em relação à grande tradição da arte conceitual masculina, La Rocca se insurge com a delicadeza e a ferocidade daquilo que é marginal: enquanto artistas como Sol LeWitt constroem estruturas racionais e serializadas, La Rocca inscreve a falha, a imperfeição do gesto humano, a emoção como vértice incontornável da experiência estética.
Ketty La Rocca é, pois, menos uma arquiteta de ideias e mais uma cartógrafa do indizível: aquela que, percorrendo os limiares da doença, do feminino, do silêncio e da morte, soube fazer da arte um lamento e uma afirmação, uma ferida e uma escrita — revelando, na combustão de seu breve percurso, que a verdadeira revolução conceitual reside não na frieza da lógica, mas no ardor insubmisso da existência.

## Exposições
Após sua morte, as obras de La Rocca ganharam reconhecimento internacional. Diversas retrospectivas foram organizadas na Itália, Europa e Estados Unidos, em espaços públicos e privados, como:
- Centre d’Art Contemporain Genève (1992)[16]
- Galleria Emi Fontana, Milano (1994)[17]
- Kunstlerhaus Stuttgart (1995)[18]
- Kunsthalle Wien, Vienna, Austria (1995)
- College Marcel Duchamp, Chateauroux (1996)
- Fondazione Carispezia|Fondazione Cassa di Risparmio della Spezia, La Spezia (1999)[19]
- Palazzo delle Esposizioni, Rome (2001)
- Monsummano Terme (2001)[20]
- Palazzo Fabroni, Pistoia (2002)
- Los Angeles Istituto Italiano di Cultura (2002)[21]
- Galleria Emi Fontana, Milan (2005)[22]
- MART, Rovereto (2007)[23]
- MOCA, Los Angeles[24] (2007) during the exhibition of WACK! Art and the Feminist Revolution.[25]
- Palazzo Grassi, Venice, Italy (2008)[26]
- Villa Romana, Florence (2012) [27]
- Galleria Martano, Turin (2011)
- Galerie Kadel Willborn, Düsseldorf (2014) [28]
- Wilkinson Gallery, London (2014) [29]
- Wilkinson Gallery, London (2016) [30]
- La Virreina, Barcelona (2017) [31]
- Outras Exposições Solo e de Grupo.[32]

Uma obra de La Rocca foi adquirida pela Galeria Uffizi, para exposição em sua ala do Corredor Vasari: Craniologia (Ketty La Rocca).

## Coleções de Museus
As obras de Ketty La Rocca estão expostas nos museus mais importantes do mundo:
- Museum am Ostwall, Dortmund, DE
- Museum of Contemporary Art, Los Angeles, US
- Galleria degli Uffizi, Firenze, IT
- ZKM, Center of Art and Media, Karlsruhe, DE
- Galleria Civica D’Arte Moderna (GAM), Torino, IT
- Centro Arte Moderna e Contemporanea della Spezia, La Spezia, IT
- Museo di Arte Moderna e Contemporanea di Trento e Rovereto (MART), Rovereto, IT
- Museo D’arte Contemporanea Roma (MACRO), Roma, IT
- Galleria Nazionale d’Arte Moderna (GNAM), Roma, IT
- Centre Pompidou, Paris, FR
- Museum of Modern Art (MoMA), New York, US